# Stephen Keel
Stephen Keel (Littleton, 11 april 1983) is een Amerikaans voetballer die bij voorkeur als centrale verdediger speelt. Hij verruilde in 2013 New York Red Bulls voor FC Dallas. 

## Clubcarrière
Op 11 juli 2005 tekende Keel een contract bij Colorado Rapids. In 2006 werd hij verhuurd aan Seattle Sounders, destijds uitkomend in de USL First Division, waar hij in tien competitiewedstrijden één doelpunt maakte. Op 28 juni 2007 maakte hij tegen DC United zijn competitiedebuut voor Colorado. Hij verliet de club op 13 maart 2009 en tekende enkele dagen later een contract bij Portland Timbers, dat destijds ook nog uitkwam in de USL First Division. Na een succesvolle periode bij Portland, waarin hij in tweeënvijftig competitiewedstrijden speelde en één doelpunt maakte, tekende hij op 9 maart 2011 bij New York Red Bulls. Hij maakte zijn debuut op 26 maart 2011 in een 0-0 gelijkspel tegen Columbus Crew. Op 9 november 2012 maakte New York bekend dat het het contract van Keel niet zou verlengen. Hij nam vervolgens deel aan de MLS Re-Entry Draft 2012 waarin hij gekozen werd door FC Dallas. Daar maakte hij op 3 maart 2013 tegen Colorado Rapids zijn competitiedebuut. Op 26 oktober 2013 maakte hij tegen San Jose Earthquakes zijn eerste doelpunt voor de club. 